# Château de Labastide Vassals
Le château de Labastide Vassals ou simplement Bastide des Vassals, est un hameau médiéval ruiné situé à Saint-Grégoire, dans le Tarn (France).
Le château en lui-même n'est qu'un donjon datant du XIIIe siècle, qui surplombe le village. Ruiné et perdu dans la forêt, le lieu conserve un bel attrait, avec un pont, un moulin et les vestiges d'un donjon.

## Historique

### Origine
La Bastide des Vassals est créée au cours du XIIIe siècle, vers 1260, par deux chevaliers venus de Lombers, Pierre et Raimond de Vassal. Elle pourrait tout d'abord avoir pris le nom de Bastide d'en Coia, avant celui de Bastide des Vassals. Les Vassals sont aussi co-seigneurs de Lescure. Ce sont les premiers à s'établir sur les lieux, où ils font construire un donjon et quelques habitations.

### La guerre de Cents Ans
Un siècle après, au XIVe siècle, la famille de Gasc récupère le village, alors qu'elle possède déjà les seigneuries d'Arthès, de Saint-Grégoire et de Crespinet. On retrouve bientôt Guillaume de Gasc comme seigneur de Labastide Vassals. Écuyer du dauphin Louis de France, futur Louis XI, il combat régulièrement les anglais à ses côtés, en plein cœur de la guerre de Cent Ans. En 1430, le village de Labastide Vassals est pris en représailles, par une troupe anglaise menée par le capitaine Rodrigue de Villaudrando, et le donjon détruit. Louis XI autorise alors son écuyer à rebâtir sa forteresse, par une lettre officielle datée de 1439.
Bientôt, la Bastide des Vassals échoie à la famille de Berne, originaire de Brassac.

### L'abandon
Finalement, le donjon puis bientôt le hameau entier est abandonné au XVIe siècle, au profit de demeures plus confortables, comme le château de la Gautherie ou le château de Cussac. Seul l'ancien moulin banal reste en fonction, vendu à un meunier en 1830 par la famille de Berne. En 1888, il fait néanmoins faillite, et le moulin est déclaré comme ruiné en 1927.
Aujourd'hui, l'association Bastide des Vassals tente de sauvegarder le lieu, tout d'abord en y réalisant des fouilles, puis en réhabilitant le lieu au travers d'un projet durable.

## Architecture

### Le château-donjon
Le château de Labastide-Vassals est un petit édifice, composé principalement du donjon carré, entouré par quelques constructions, qui ne devaient par ailleurs n'être que des courtines. Bien que ruiné, il conserve encore deux étages de hauteur. De plus, demeure toujours l'entrée du château, une belle porte en ogive donnant sur la cour.

### Le hameau
Le village de la Bastide des Vassals se composait d'habitations excavées s'organisant autour du donjon. On trouvait aussi un four à pain banal.
À côté du moulin, un pont à deux arches, datant probablement du XVe siècle, permet de traverser le ruisseau.

### Le moulin
Situé à quelque 70 mètres du donjon, le moulin de la Bastide des Vassals est placé sur le petit ruisseau du Lézert. Il daterait du XVIIè siècle, et présente un barrage de 4m50 de haut. En 1888, le moulin comptait quatre meules (deux à blé, deux à maïs) et un pilon. Il est aussi flanqué d'une grange.
Aujourd'hui, malgré la chute du toit, il demeure encore les murs, le barrage et certaines meules.